# 蓬農豪爾毛區

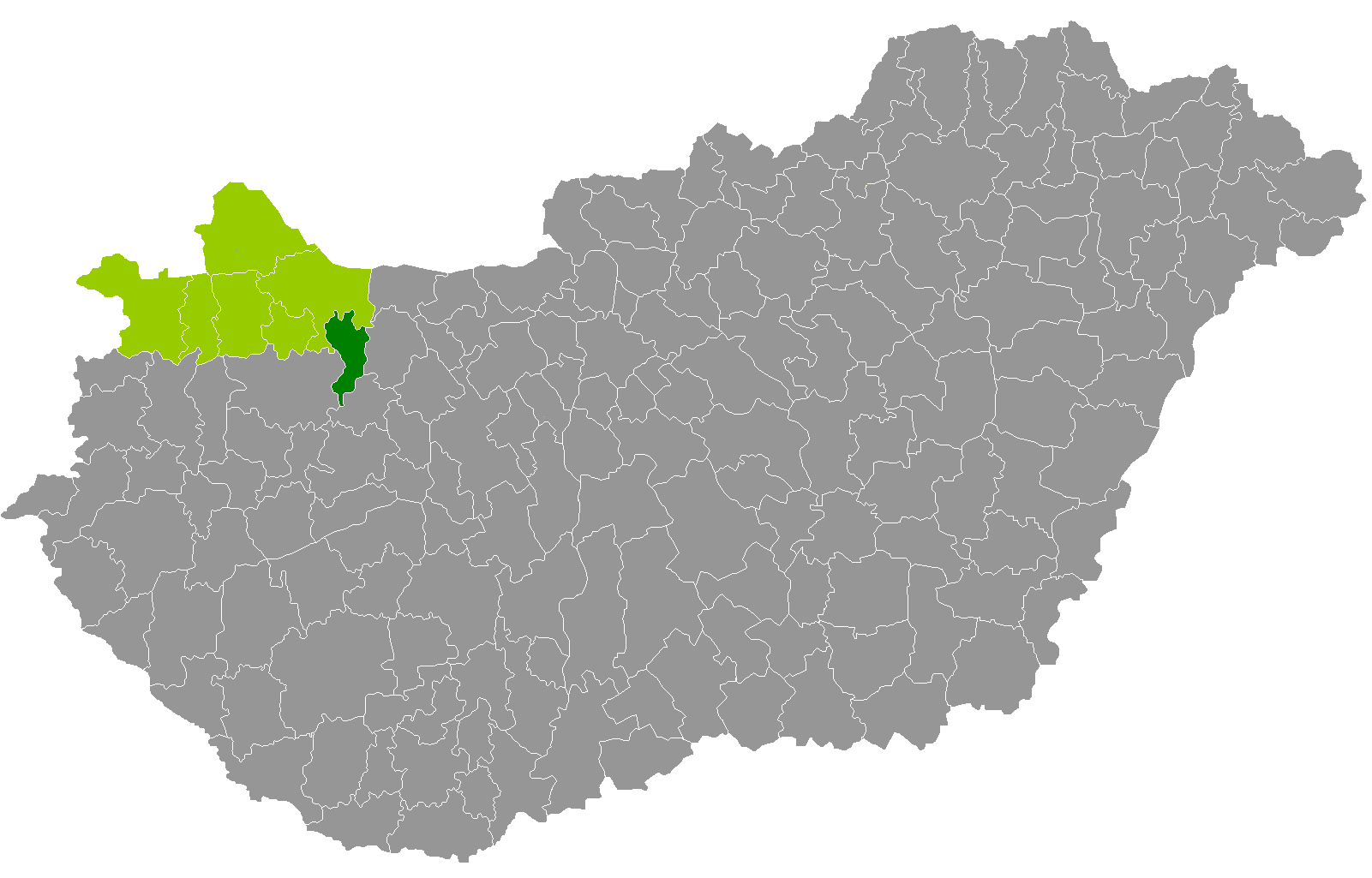

蓬農豪爾毛區（匈牙利語：Pannonhalmi járás），是匈牙利傑爾-莫雄-肖普朗州的一個區，位於該國西北部，区府設於蓬农豪尔毛，面積312平方公里，2011年人口15,227，人口密度每平方公里49人。

## 市镇
蓬农豪尔毛区包含1个城镇和16个村庄。